# Bep Weeteling
Bep Weeteling, all'anagrafe Albertha Weeteling (Zaandam, 28 dicembre 1946), è un'ex nuotatrice olandese.

## Carriera

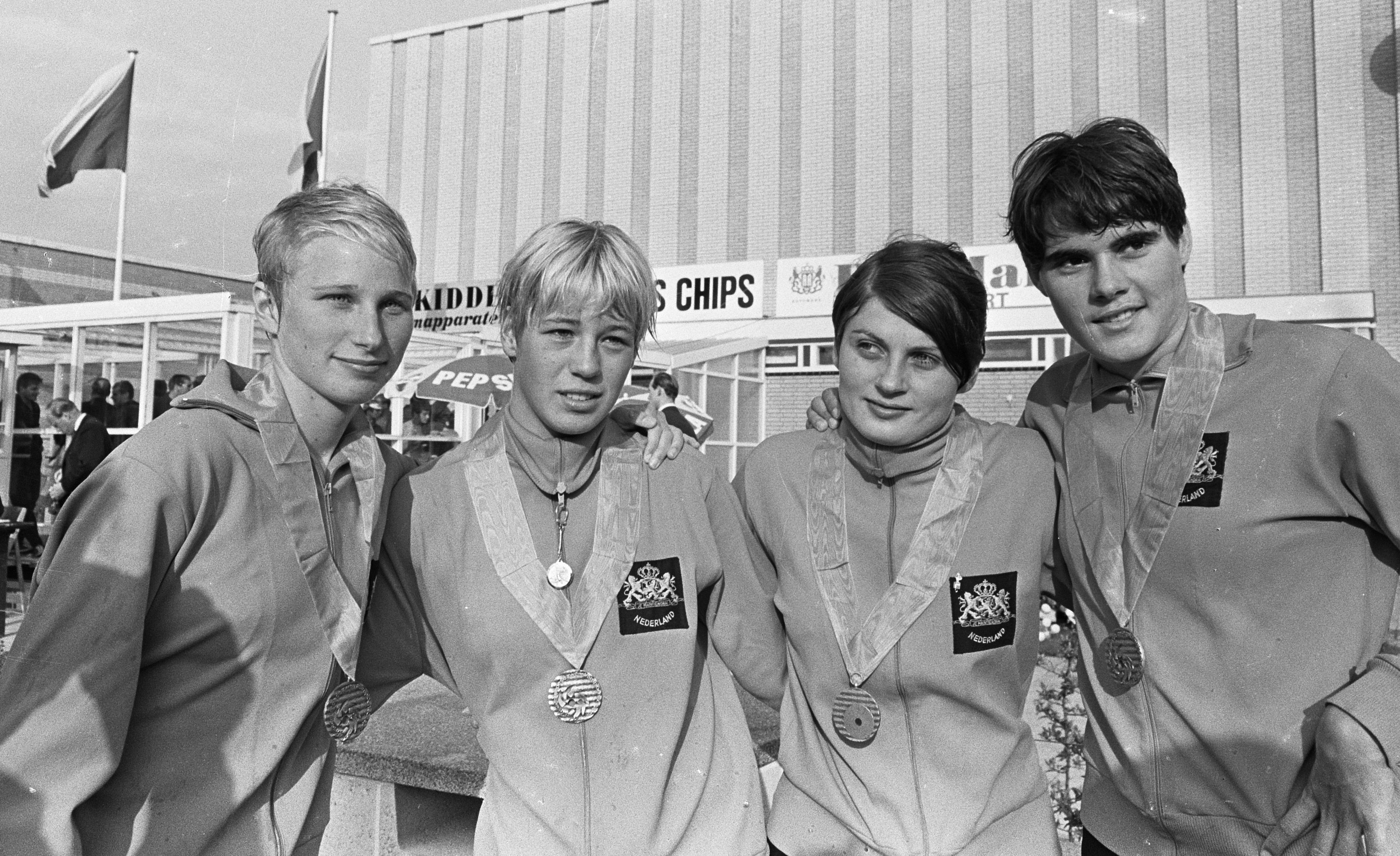
Bep Weeteling insieme a Mirjam van Hemert, Lydia Schaap e Toos Beumer dopo la vittoria del bronzo agli Europei del 1966

Dorsista e stileliberista, debuttò nel panorama natatorio internazionale all'età di diciassette anni, quando prese parte alle Olimpiadi di Tokyo: non riuscì, tuttavia, ad andare oltre le batterie né nei 100 m dorso né nei 400 m stile libero.
L'anno seguente, alle Universiadi di Budapest, ottenne due medaglie d'argento sulle distanze dei 100 m dorso e dei 400 m stile libero.
Nel 1966, ai campionati europei che si tenevano in casa, Bep Weeteling fu parte della squadra che conquistò la medaglia di bronzo nella staffetta 4x100 m stile libero.
Nel 1968, Bep Weeteling partecipò alla sua seconda rassegna olimpica. Ai Giochi di Città del Messico si fermò alle batterie sia nei 100 m dorso che nei 200 m dorso; mancò per quattro centesimi l'accesso alla finale nella staffetta 4x100 m stile libero insieme alle compagne Hella Rentema, Mirjam van Hemert e Nel Bos.
Anche suo fratello maggiore Jan Weeteling fu un nuotatore della nazionale olandese e prese parte insieme a lei alle Olimpiadi del 1964.

## Palmarès
| Giochi olimpici                | 100 m dorso            | 200 m dorso            | 400 m st. libero       | 4 × 100 m st. libero  |
| 1964 Tokyo Giappone            | 24ª in batteria 1'13"1 | ---                    | 28ª in batteria 5'13"0 | ---                   |
| 1968 Città del Messico Messico | 24ª in batteria 1'12"5 | 11ª in batteria 2'35"4 | ---                    | 9ª in batteria 4'16"7 |
| Campionati europei             | 4 × 100 m st. libero   | ---                    | ---                    | ---                   |
| 1966 Utrecht Paesi Bassi       | Bronzo: 4'12"8         | ---                    | ---                    | ---                   |
| Universiade                    | 100 m dorso            | 400 m st. libero       | ---                    | ---                   |
| 1965 Budapest Ungheria         | Argento 1'11"5         | Argento 5'11"5         | ---                    | ---                   |